# Península de Pelješac

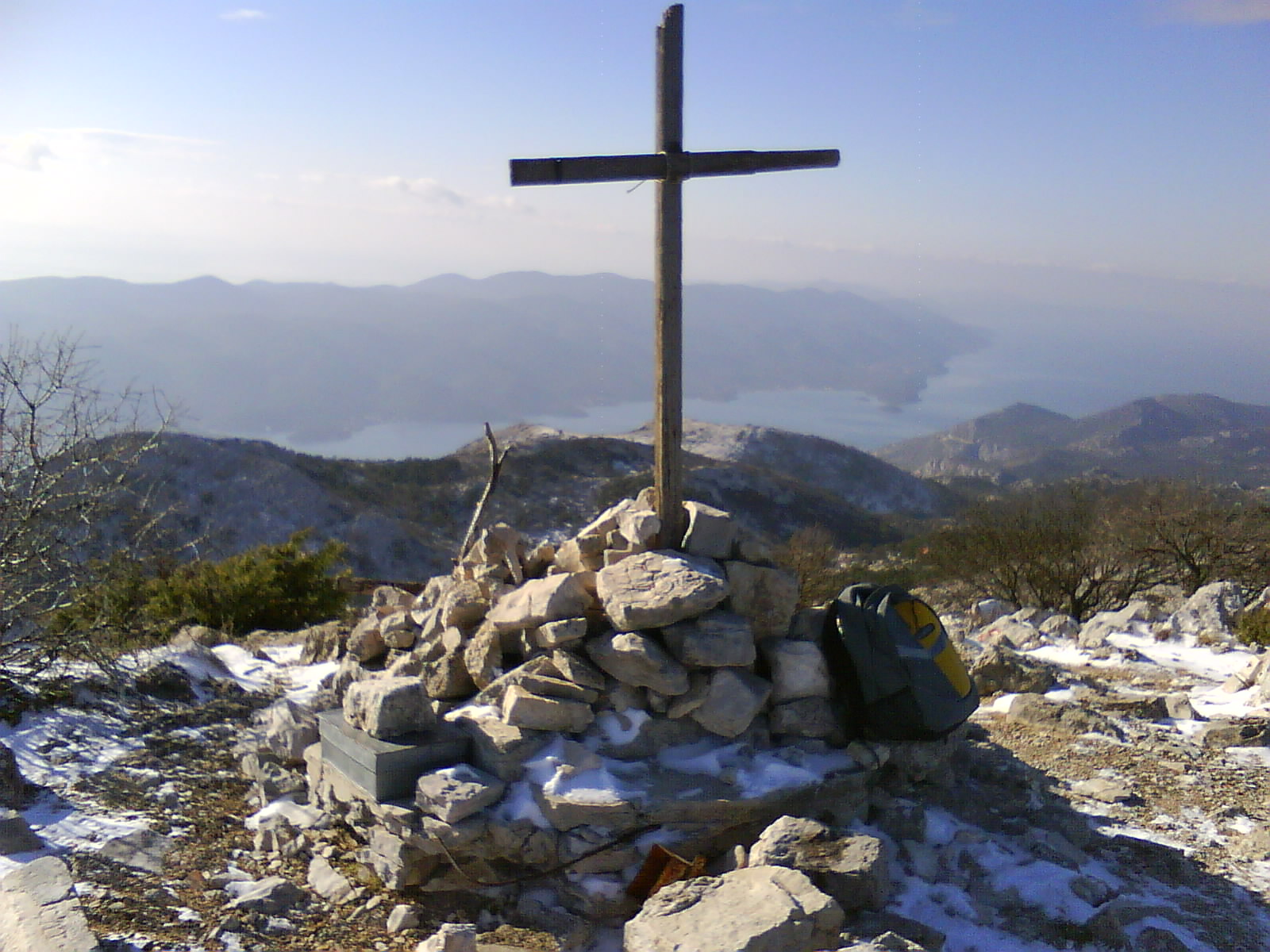
El punto más alto de Pelješac, a 961 metros.

La península de Pelješac o de Sabbioncello (en italiano) (en croata: Pelješac pronunciación en español: pelyeshatz; en dialecto chakavo: Pelišac, pronunciación en español: pelishatz) es una larga y estrecha península de la Dalmacia, en la moderna Croacia meridional, localizada al sur de las bocas del río Neretva (ant.: Narenta), en la región o condado de Dubrovnik-Neretva. Con una superficie de 358 km², es la segunda península de mayor extensión en Croacia y se extiende en el mar Adriático en una longitud de unos 66 km desde el istmo que comienza en Ston hasta el cabo Lovišta.
Los estrechos de Pelješac (Pelješki kanal) y de Mljet o Meleda (Mljetski kanal) separan esta península de las islas de Korčula y de Mljet, mientras que el estrecho del Neretva (Neretvanski kanal) la separa del litoral croata.

## Toponimia
El nombre Pelješac es relativamente nuevo y lo más probable es que derive del nombre de una colina llamada Pelišac cercana a la ciudad de Orebić. A lo largo de la historia otros pueblos distintos de los dináricos han utilizado otros nombres tales como el latino Punctums Stagni (Punta de Estaño), o los nombres italianos Ponta di Stagno y Sabioncello, otro nombre eslavo es Stonki. 
La principal ciudad de Pelješac es Ston y posee grandes fortificaciones medievales construidas por la República de Dubrovnik, sus murallas son las segundas más largas de Europa. Ston posee también tal vez una de las más antiguas minas de sal en Europa.

## Administración
Desde el punto de vista administrativo, la península se divide en las comunas de:
- Orebić(italiano:Sabioncello ), ciudad en la parte occidental, con 4.165 habitantes (2001), que en ciertas épocas ha dado el nombre a esta península.
- Trpanj (italiano: Trappani), en el noreste, con 871 habitantes
- Janjina (italiano:Iagnina), en el centro, con 593 habitantes
- Ston (italiano: Stagnum, Stagno) al este, con 2.605 habitantes

La población total de esta península hacia el año 2001 era de 8000 personas. Otras localidades: Lovište en el extremo noroccidental de la península; Crkvice en el centro de la costa norte a un par de km de Janjina; Broce en la costa sur de la península, casi en la entrada de ésta y a poco más de un km al sureste de Ston. Žuljana en el centro de la costa sur a un par de km de Janjina, Žuljana es un buen embarcadero para acceder por agua al parque nacional Mljet en la vecina isla de Mljet.

## Historia
La historia de Pelješac está datada por escrito desde los tiempos de la Grecia antigua. La República de Ragusa compró al Reino Serbio del emperador Dušan esta península. El Primer Imperio francés (de Napoleón I) ocupó la región en 1806 y abolió la antigua república transformándola en las Provincias Ilíricas en 1808. En 1815 por el Tratado de Viena pasó a poder del Imperio austríaco hasta que en 1867, como parte de la monarquía dual del Imperio austrohúngaro toda la Croacia pasó a ser un sector costero de la Cisleithania. Entre 1918 y 1991 fue parte de la Croacia federada en Yugoslavia. Desde 1991 es parte de la República de Croacia.

## Puente
La península, al igual que la mayor parte del condado de Dubrovnik-Neretva, está separada del resto de Croacia por el pequeño corredor costero de Neum y Druži, que forma la única salida marítima de Bosnia y Herzegovina. Sin embargo, desde julio de 2022 está conectada por tierra a través del puente de Pelješac, que cruza la bahía de Mali Ston, evitando así tener cruzar territorio bosnio o tomar el ferri que une el puerto de Trpanj, en la costa nortecentral de la península, con la ciudad de Ploče en el continente.